# Equipo de Fed Cup de Rumania
El equipo rumano de Fed Cup es el representativo de Rumania en la máxima competición internacional a nivel de naciones del tenis femenino, y es administrado por la Federația Română de Tenis.

## Historia
Su mejor actuación de Fed Cup han sido los cuartos de final 1973, 1974, 1978, 1980, 1981. 
Rumanía alcanzó las eliminatorias del Grupo Mundial en 1999.